# Franjo Giler
Franjo Giler (Sremska Mitrovica, 1º settembre 1907 – Vršac, 20 dicembre 1943) è stato un calciatore jugoslavo, di ruolo centrocampista.

## Palmarès

### Club

#### Competizioni nazionali
- Campionato jugoslavo: 2

Građanski Zagabria: 1926, 1928

### Individuale
- Capocannoniere del campionato jugoslavo: 1

1926 (10 gol)